# Euxoa uralensis
Euxoa uralensis là một loài bướm đêm trong họ Noctuidae.